# Keene, Kentucky
Keene är en stad (city) i Jessamine County i delstaten Kentucky, USA.